# Генріх Геркен
Генріх Геркен (нім. Heinrich Gehrken; 12 липня 1911 — 1995) — німецький офіцер-підводник, оберлейтенант-цур-зее резерву крігсмаріне (1 квітня 1943).

## Біографія
В березні 1937 року вступив на флот. З вересня 1939 по лютий 1940 року — 1-й вахтовий офіцер в 2-й флотилії форпостенботів, з квітня 1940 року — в 12-й флотилії мінних тральщиків. З липня 1940 року служив в 1-му морському навчальному дивізіоні. З вересня 1940 року — штурман групи 56-ї флотилії мінних тральщиків. В березні-серпні 1943 року пройшов курс підводника, в серпні-жовтні — курс командира підводного човна. З жовтня 1943 по 5 липня 1944 року — командир підводного човна UF-2. З 18 липня 1944 по 9 травня 1945 року — U-298. В травні був взятий в полон. 14 квітня 1947 року звільнений.